# 张俊秀
张俊秀（1934年1月—2017年8月30日），天津人，中国前足球运动员、教练。

## 生平
1953年被选拔到中央体训班，1954年随中国青年足球队赴匈牙利学习、训练，其后进入国家队，司职守门员，人称“万里长城”。1957年，代表中华人民共和国参加世界杯足球预选赛。
1965年任中国国家足球队教练，1978年起任国家足球队副领队兼教练，1981年获国家级教练称号。1988年至1996年任中国足协副主席。
1956年3月，被补选为第一届全国人民代表大会代表。